# James Cash
James Cash (* 14. Februar 1839 in Great Sankey; † 20. Februar 1909) war ein britischer Botaniker (Bryologe), Journalist und Zoologe. Sein offizielles botanisches Autorenkürzel lautet „Cash“.
Hauptberuflich war er Journalist beim Manchester Guardian.
Mit John Hopkinson (und George Herbert Wailes) schrieb er eine Monographie über Wurzelfüßer (Rhizopoda) und Sonnentierchen (Heliozoa) für die Ray Society. Er schrieb auch ein Buch über Amateur-Wissenschaftler aus ärmlichen Verhältnissen. Als Botaniker befasste er sich mit Moosen (seine Sammlung ist im Manchester Museum).
Er war Präsident der Manchester Cryptogamic Society.

## Schriften
- Where There's a Will, There's a Way ! Or, Science in the Cottage; An Account of the Labours of Naturalists in Humble Life, 1873, Neuauflage Cambridge University Press 2011
- mit John Hopkinson: The British Freshwater Rhizopoda and Heliozoa, Ray Society, 5 Bände, 1905 bis 1921  (Band 3 bis 5 mit George Herbert Wailes)